# Babowiczy
Babowiczy (biał. Бабовічы; ros. Бобовичи, pol. hist. Bobowicze) – agromiasteczko na Białorusi, w obwodzie homelskim, w rejonie homelskim, w sielsowiecie Babowiczy, przy ujściu Uzy do Soża.
W XIX i w początkach XX w. położone były w Rosji, w guberni mohylewskiej, w powiecie homelskim. Następnie w granicach Związku Sowieckiego. Od 1991 w niepodległej Białorusi.
W 2015 doszło tu do uszkodzenia przebiegającego przez Bobowicze rurociągu „Przyjaźń”.